# Clemensia leisova
Clemensia leisova är en fjärilsart som beskrevs av Dyar 1910. Clemensia leisova ingår i släktet Clemensia och familjen björnspinnare. Inga underarter finns listade i Catalogue of Life.